# Tel Afek (Zevulun)

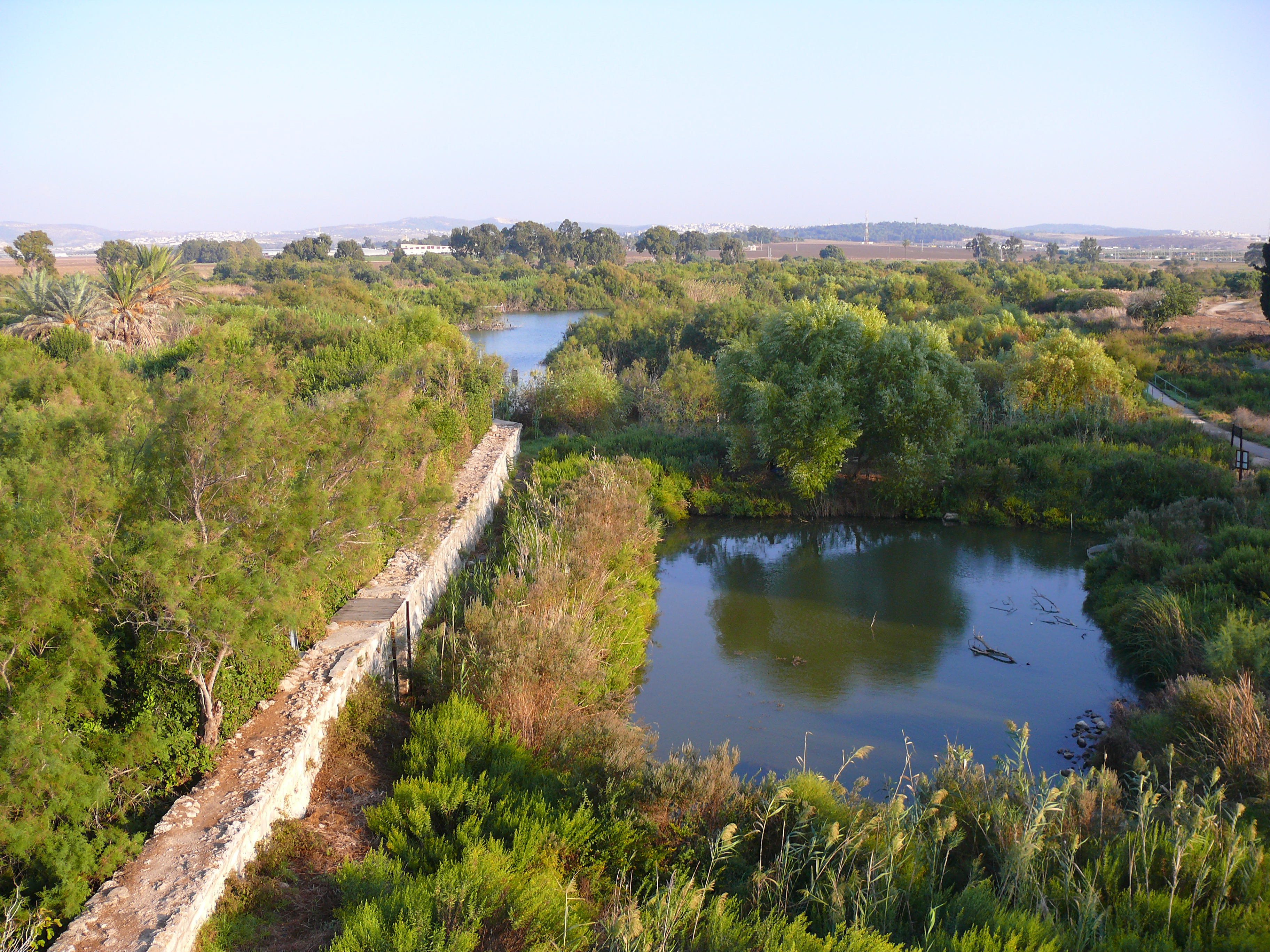
Močály v přírodní rezervaci Ejn Afek

Tel Afek (hebrejsky תל אפק‎) je archeologická lokalita v Izraeli v Zevulunském údolí, přibližně 12 km severovýchodně od Haify. Spolu se sousedním biotopem močálů je začleněna do přírodní rezervace Ejn Afek (hebrejsky עין אפק‎).
Tel Afek je místem, kde stávalo biblické město Afek, které zmiňuje Kniha Jozue 19, 30 Ve středověku, v křižáckých dobách, zde vyrostla pevnost, jejíž součástí byla i vodní díla v okolí.
Archeologickou lokalitu lemuje na severu areál původních močálů, který dohromady vytváří přírodní rezervaci Ejn Afek. Zdejší mokřady jsou prameništěm vodního toku Nachal Na'aman.
Po roce 1948 byl necelé 2 km jihovýchodně odtud založen kibuc Afek.